# Eric Albada Jelgersma
Eric Theodorus Arnoldus Casper Albada Jelgersma (Ginneken en Bavel, 14 maart 1939 – Verbier, 21 juni 2018) was een Nederlands ondernemer.
Jelgersma is groot geworden in de supermarktenwereld. Hij bouwde een concern op van distributiecentra en supermarkten.

## Loopbaan
AJ, zoals hij werd genoemd, woonde in Laren NH. In 1987 werd een poging gedaan hem te kidnappen, maar de voordeur werd door zijn 10-jarige dochter geopend. De ontvoering van Valérie Albada Jelgersma werd na twaalf dagen beëindigd, zonder dat er losgeld was betaald.
In 1980 nam hij de groothandel Unigro over; tevens werd hij grootaandeelhouder bij HCS Technology. In 1996 werd de fusie aangekondigd met de supermarktketen De Boer en in 1998 werd daar nog de grote Vendex Food Groep (Edah en de Basismarkt) aan toegevoegd. Het bedrijf ging vervolgens verder onder de naam Laurus. Albada Jelgersma bleef grootaandeelhouder met een belang van meer dan 34%, maar droeg feitelijk sinds 1996 geen bestuursverantwoordelijkheid meer. Het streven van de nieuwe directie om alle winkels te unificeren tot Konmar-winkels liep slecht af. Om Laurus overeind te houden, was uiteindelijk te veel extra geld nodig. Het Franse detailhandelsconcern Casino kocht nu voor 200 miljoen euro een belang van 38,6% in Laurus. Door deze transactie, en de uitgifte van diverse nieuwe aandelen binnen het grote concern, met Casino in juli 2002, verwaterde het belang van Albada Jelgersma. Hij voerde daarop een uitgebreide rechtsstrijd om de Ondernemingskamer onderzoek te laten doen naar het wanbeleid bij Laurus, maar de tussenkomst van de Ondernemingskamer kon de teloorgang van het concern niet keren.
Intussen had Albada Jelgersma zijn aandacht gericht op enkele wijnhuizen. Hij kocht in 1995 Château Giscours (3ème cru) en in 1997 Château du Tertre (5ème cru), beide gelegen in de Franse gemeente Margaux. Ook in Toscane, in Italië had hij een wijndomein, Caiarossa, dat hij in 2004 kocht van de Belgische oud-muziekproducer Jan Theys. In 2012 breidde hij de wijngaarden van Château Giscours uit tot 101 ha.
Albada Jelgersma verhuisde in 1996 naar België. Later woonde hij in Zwitserland. In 2005 kwam hij ten val op zijn zeiljacht. Een slecht gezekerde dekstoel schoot los, waardoor hij zijn nek brak. Sindsdien was hij vrijwel geheel verlamd.